# 騎乗速歩競走
騎乗速歩競走（きじょうそくほきょうそう）とは競馬の競走の一種である。
騎乗方法は平地競走と変わらないが、走法は繋駕速歩競走と同じく速歩である。
日本では、戦前の日本競馬会においては札幌競馬場と函館競馬場でのみ行われていたほか、各地に存在した地方競馬でも行われていたが、戦後は地方競馬のみの開催となり、1972年9月に益田競馬場で行われた競走を最後に、公式競走は行われていない。
益田競馬場では各馬ごとに違うスタート地点から発走させるハンデキャップ方式をとっていた。150メートル程の差が生じていても勝利するケースもあったという。
日本国外では、おもにフランスやベルギーで盛んに行われ人気がある。詳しくはフランス語版競馬を参照のこと。イギリスでは1830年以降に競走数が減少しており、アメリカでも1850年に入ってから競走数が減少している。